# Šarlota Hannoverská
Šarlota, královská princezna (Charlotte Augusta Matilda; 29. září 1766 Buckinghamský palác – 5. října 1828 Ludwigsburg), byla dcerou britského krále Jiřího III. a jeho manželky Šarloty Meklenbursko-Střelické a sňatkem s württemberským králem Fridrichem I. württemberskou královnou.

## Dětství
Princezna Šarlota se narodila 29. září roku 1766 v Buckingham House v Londýně jako dcera britského krále Jiřího III. a jeho manželky Šarloty Meklenbursko-Střelické. Pokřtěna byla 27. října 1766 v St James's Palace canterburským arcibiskupem Thomasem Seckerem, a jejími kmotry byli teta z otcovy strany Karolina Matylda Hannoverská se svým manželem, dánským králem Kristiánem VII. (zastoupil je vévoda z Portlandu a hraběnka vdova z Effinghamu) a teta Luisa Anna Hannoverská.

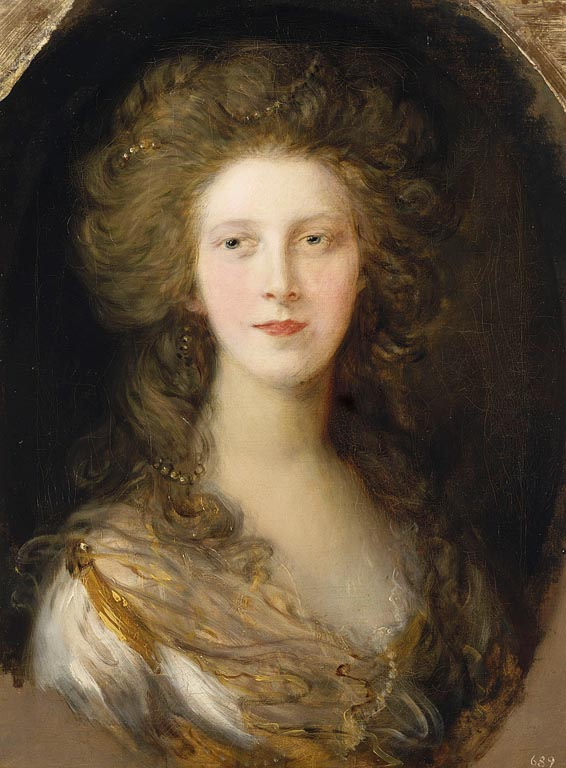
Princezna Šarlota v roce 1782

Šarlota byla oficiálně označena za Princess Royal 22. června 1789. Po narození tří synů v řadě měli rodiče z narození dcery velkou radost. Stejně jako všichni ostatní sourozenci byla i Šarlota očkována proti neštovicím, a to spolu s bratrem Vilémem v prosinci 1768. Předpokládalo se, že jako nejstarší dcera panovníka se Šarlota stane manželkou některého významného monarchy, a jejímu vzdělání se tudíž přikládal velký význam. Oficiálním jazykem na každém evropském dvoře byla francouzština, takže malá princezna dostala za učitelku Francouzku. Dalším z počátečních předmětů bylo procvičování její paměti. Učila se přednášet krátké verše a příběhy. Důsledkem bylo, že si Šarlota dokázala po celý život vzpomenout na sebemenší detaily situací. Její rané dětství nebylo však zaplněno jen učebními aktivitami. Když jí byly tři roky, poprvé se zúčastnila představení, v němž tančila se svým sedmiletým bratrem Jiřím, princem z Walesu. Nebyla přirozeně muzikálním dítětem a později takováto dětská představení odmítala s tvrzením, že dělají děti marnivými a domýšlivými. To rodičům nezabránilo, aby ji dále nepředváděli. Ke konci roku se s princem z Walesu opět objevila v představení v St James's Palace. Šarlota byla oblečena v římské tóze na sofa. Ačkoli byl tento typ představení v Německu obvyklý, v Anglii to lidé považovali za vulgární a reakce nebyly kladné.

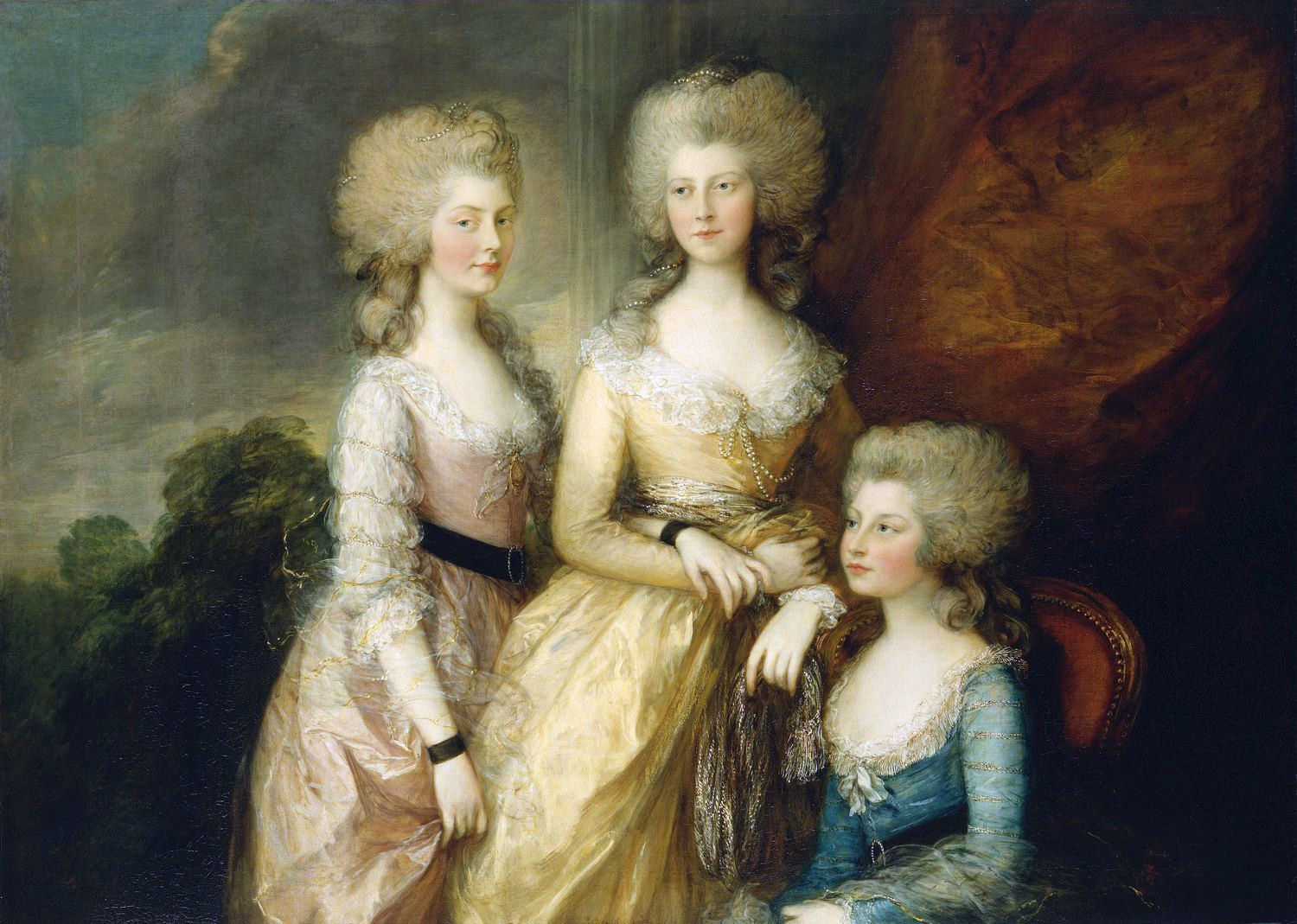
Princezna Šarlota se svými sestrami Augustou a Alžbětou v roce 1784

Ačkoli byla Šarlota nejstarší dcerou, neustále byla srovnávána se svou o dva roky mladší sestrou Augustou. Když byla Augusta měsíc stará, prohlásila o ní Lady Mary Coke, že je to to "nejkrásnější mimino, jaké jsem kdy viděla", zatímco Šarlota byla podle ní "velmi prostá". Pomíjivý soud se objevil znovu o tři roky později, kdy byla podle Lady Coke Šarlota "nejrozumnější příjemné dítě, jaké jsem kdy viděla, ale podle mého názoru má do krásy daleko", zatímco Augusta byla stále "spíše hezká". Přestože nebyla Princess Royal nikdy tak krásná jako mladší sestra, nesdílela Augustinu primární vadu: bolestnou plachost. I když Šarlota trpěla koktáním, její vychovatelka Mary Dacresová se snažila princezně pomoci tuto vadu překonat. V roce 1770 se hlouček nejstarších princezen rozrostl narozením princezny Alžběty. Rodina byla zatím malá a Šarlota si užívala štěstí s rodiči, kteří upřednostňovali trávení času se svými dětmi. Vzhledem k četnosti sourozenců a problémům, které provázely vládu Jiřího III., nebylo však Šarlotino dětství tak utopické, jak se její rodiče domnívali, že bude.

## Manželství
18. května 1797 se Šarlota v kapli St James's Palace provdala za dědičného prince Fridricha Württemberského, nejstaršího syna a dědice vévody Fridricha II. Evžena a jeho manželky Bedřišky Braniborsko-Schwedtské.
Fridrich se stal 22. prosince 1797 po otci württemberským vévodou. Z prvního manželství s Augustou Brunšvicko-Wolfenbüttelskou měl dva syny a dvě dcery. Z manželství s Šarlotou vzešlo jediné dítě – dcera mrtvě narozená koncem dubna roku 1798.

## Württembersko
V roce 1800 obsadila francouzská armáda Württembersko a vévodský pár prchl do Vídně. Následující rok uzavřel vévoda Fridrich smlouvu, kterou předal Francii Montbéliard a o dva roky později obdržel Ellwangen. 25. února 1803 se stal württemberským kurfiřtem. Za poskytnutí velké pomocné síly Francii obdržel 26. prosince 1805 od Napoleona Bonaparta královský titul. Z kurfiřtky Šarloty se tak 1. ledna 1806 stala württemberská královna. Württembersko se odtrhlo od Svaté říše římské a připojilo se k Napoleonovu Rýnskému spolku. To však z krále Fridricha učinilo nepřítele svého tchána Jiřího III., který odmítal v korespondenci svou dceru titulovat jako "württemberskou královnu". V roce 1813 změnil král Fridrich strany a spojil se se svým švagrem, princem regentem. Po Napoleonově pádu se účastnil Vídeňského kongresu, kde mu byl potvrzen královský titul. V říjnu 1816 Šarlota ovdověla.

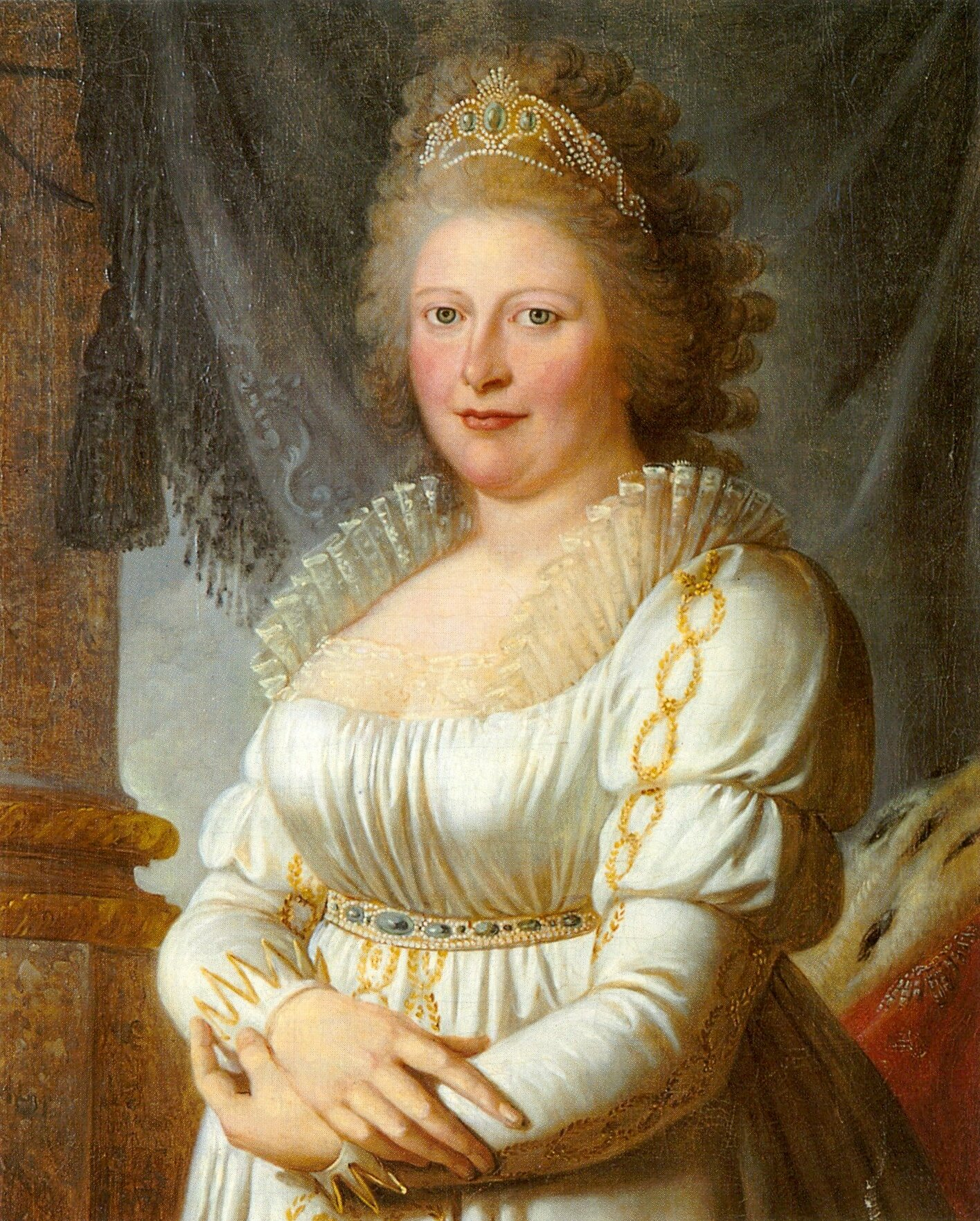
Královna Šarlota

## Královna vdova
Württemberská královna vdova zůstala v paláci Ludwigsburg u Stuttgartu, kde přijímala návštěvy svých mladších sourozenců, vévody z Kentu, vévody ze Sussexu, vévody z Cambridge, hesensko-homburské lantkraběnky a princezny Augusty Sofie. Byla kmotrou v zastoupení své neteře Viktorie v roce 1819. V roce 1827 se poprvé od své svatby v roce 1797 vrátila do Británie kvůli léčbě plicního edému. Zemřela v paláci Ludwigsburg následujícího roku 5. října 1828 a byla tam pohřbena v královské hrobce po boku svého manžela.

## Tituly, oslovení a erb

Erb princezny Šarloty

### Tituly a oslovení
- 29. září 1766 – 22. června 1789: Její královská Výsost princezna Šarlota
- 22. června 1789 – 18. května 1797: Její královská Výsost Princess Royal
- 18. května 1797 – 22. prosince 1797: Její královská Výsost Württemberská dědičná princezna
- 22. prosince 1797 – 25. února 1803: Její královská Výsost Württemberská vévodkyně
- 25. února 1803 – 1. ledna 1806: Její královská Výsost Württemberská kurfiřtka
- 1. ledna 1806 – 30. října 1816: Její Veličenstvo Württemberská královna
- 30. října 1816 – 5. října 1828: Její Veličenstvo Württemberská královna vdova

## Vývod z předků
|                     |                                                |  |                                |                                                  |  |  |  |  |  |  |  | Jiří I. |
|                     |                                                |  |                                |                                                  |  |  |  |  |  |  |  |         |
|                     | Jiří II.                                       |  |                                |                                                  |  |  |  |  |  |  |  |         |
|                     |                                                |  |                                |                                                  |  |  |  |  |  |  |  |         |
|                     |                                                |  |                                | Žofie Dorotea z Celle                            |  |  |  |  |  |  |  |         |
|                     |                                                |  |                                |                                                  |  |  |  |  |  |  |  |         |
|                     | Frederik Ludvík Hannoverský                    |  |                                |                                                  |  |  |  |  |  |  |  |         |
|                     |                                                |  |                                |                                                  |  |  |  |  |  |  |  |         |
|                     |                                                |  |                                | Jan Fridrich Braniborsko-Ansbašský               |  |  |  |  |  |  |  |         |
|                     |                                                |  |                                |                                                  |  |  |  |  |  |  |  |         |
|                     | Karolina z Ansbachu                            |  |                                |                                                  |  |  |  |  |  |  |  |         |
|                     |                                                |  |                                |                                                  |  |  |  |  |  |  |  |         |
|                     |                                                |  |                                | Eleonora Sasko-Eisenašská                        |  |  |  |  |  |  |  |         |
|                     |                                                |  |                                |                                                  |  |  |  |  |  |  |  |         |
|                     | Jiří III.                                      |  |                                |                                                  |  |  |  |  |  |  |  |         |
|                     |                                                |  |                                |                                                  |  |  |  |  |  |  |  |         |
|                     |                                                |  |                                | Fridrich I. Sasko-Gothajsko-Altenburský          |  |  |  |  |  |  |  |         |
|                     |                                                |  |                                |                                                  |  |  |  |  |  |  |  |         |
|                     | Fridrich II. Sasko-Gothajsko-Altenburský       |  |                                |                                                  |  |  |  |  |  |  |  |         |
|                     |                                                |  |                                |                                                  |  |  |  |  |  |  |  |         |
|                     |                                                |  |                                | Magdaléna Sibyla Sasko-Weissenfelská             |  |  |  |  |  |  |  |         |
|                     |                                                |  |                                |                                                  |  |  |  |  |  |  |  |         |
|                     | Augusta Sasko-Gothajská                        |  |                                |                                                  |  |  |  |  |  |  |  |         |
|                     |                                                |  |                                |                                                  |  |  |  |  |  |  |  |         |
|                     |                                                |  |                                | Karel Anhaltsko-Zerbstský                        |  |  |  |  |  |  |  |         |
|                     |                                                |  |                                |                                                  |  |  |  |  |  |  |  |         |
|                     | Magdalena Augusta Anhaltsko-Zerbstská          |  |                                |                                                  |  |  |  |  |  |  |  |         |
|                     |                                                |  |                                |                                                  |  |  |  |  |  |  |  |         |
|                     |                                                |  |                                | Žofie Sasko-Weissenfelská                        |  |  |  |  |  |  |  |         |
|                     |                                                |  |                                |                                                  |  |  |  |  |  |  |  |         |
| Šarlota Hannoverská |                                                |  |                                |                                                  |  |  |  |  |  |  |  |         |
|                     |                                                |  |                                |                                                  |  |  |  |  |  |  |  |         |
|                     |                                                |  | Adolf Fridrich I. Meklenburský |                                                  |  |  |  |  |  |  |  |         |
|                     |                                                |  |                                |                                                  |  |  |  |  |  |  |  |         |
|                     | Adolf Fridrich II. Meklenbursko-Střelický      |  |                                |                                                  |  |  |  |  |  |  |  |         |
|                     |                                                |  |                                |                                                  |  |  |  |  |  |  |  |         |
|                     |                                                |  |                                | Marie Kateřina Brunšvicko-Dannenberská           |  |  |  |  |  |  |  |         |
|                     |                                                |  |                                |                                                  |  |  |  |  |  |  |  |         |
|                     | Karel Ludvík Fridrich Meklenbursko-Střelický   |  |                                |                                                  |  |  |  |  |  |  |  |         |
|                     |                                                |  |                                |                                                  |  |  |  |  |  |  |  |         |
|                     |                                                |  |                                | Kristián Vilém I. Schwarzbursko-Sondershausenský |  |  |  |  |  |  |  |         |
|                     |                                                |  |                                |                                                  |  |  |  |  |  |  |  |         |
|                     | Kristýna Emilie Schwarzbursko-Sondershausenská |  |                                |                                                  |  |  |  |  |  |  |  |         |
|                     |                                                |  |                                |                                                  |  |  |  |  |  |  |  |         |
|                     |                                                |  |                                | Antonie Sibyla Barby-Mühlingenská                |  |  |  |  |  |  |  |         |
|                     |                                                |  |                                |                                                  |  |  |  |  |  |  |  |         |
|                     | Šarlota Meklenbursko-Střelická                 |  |                                |                                                  |  |  |  |  |  |  |  |         |
|                     |                                                |  |                                |                                                  |  |  |  |  |  |  |  |         |
|                     |                                                |  |                                | Arnošt Sasko-Hildburghausenský                   |  |  |  |  |  |  |  |         |
|                     |                                                |  |                                |                                                  |  |  |  |  |  |  |  |         |
|                     | Arnošt Fridrich I. Sasko-Hildburghausenský     |  |                                |                                                  |  |  |  |  |  |  |  |         |
|                     |                                                |  |                                |                                                  |  |  |  |  |  |  |  |         |
|                     |                                                |  |                                | Žofie Henrieta Waldecká                          |  |  |  |  |  |  |  |         |
|                     |                                                |  |                                |                                                  |  |  |  |  |  |  |  |         |
|                     | Alžběta Sasko-Hildburghausenská                |  |                                |                                                  |  |  |  |  |  |  |  |         |
|                     |                                                |  |                                |                                                  |  |  |  |  |  |  |  |         |
|                     |                                                |  |                                | Jiří Ludvík I. Erbašský                          |  |  |  |  |  |  |  |         |
|                     |                                                |  |                                |                                                  |  |  |  |  |  |  |  |         |
|                     | Žofie Albertina z Erbachu                      |  |                                |                                                  |  |  |  |  |  |  |  |         |
|                     |                                                |  |                                |                                                  |  |  |  |  |  |  |  |         |
|                     |                                                |  |                                | Amálie Kateřina Waldecko-Eisenberská             |  |  |  |  |  |  |  |         |
|                     |                                                |  |                                |                                                  |  |  |  |  |  |  |  |         |